# José Pedro Celestino Soares
José Pedro Celestino Soares (Lisboa, 27 de dezembro de 1786 — Lisboa, 6 de julho de 1874), 1.º visconde de Leceia, foi um oficial general do Exército Português e político, que, entre outras funções, foi presidente do Supremo Conselho de Justiça Militar e deputado às Cortes da Monarquia Constitucional Portuguesa.

## Biografia
Nasceu em Lisboa, filho de Pedro Celestino Soares, oficial do Exército, ajudante do director da Fábrica da Pólvora de Barcarena e autor da  Pyrotechnia Portugueza e outras obras sobre química e explosivos, e de sua esposa Francisca Joaquina de Almada. A família Celestino Soares era uma família de militares, com vários dos seus membros distintos oficiais generais, alguns também políticos com assento parlamentar. Foi irmão do brigadeiro Francisco Pedro Celestino Soares e do almirante Joaquim Pedro Celestino Soares.
Após estudos preparatórios, iniciou a sua carreira militar assentando praça como cadete a 4 de abril de 1803, sendo promovido a alferes por decreto de 9 de janeiro de 1809 e colocado no Regimento de Infantaria n.º 10. O seu ingresso na carreira militar coincidiu com o período das campanhas da Guerra Peninsular, nas quais, como jovem oficial, participou intensamente integrado no Regimento de Infantaria n.º 10. Logo em 1809 participou nos combates da Batalha do Douro contra as tropas comandadas pelo general Nicolas Soult em torno da cidade do Porto e na perseguição feita àquelas tropas até à ponte de Mizarela. Esteve na Batalha do Buçaco, travada a 27 de setembro de 1810, e na campanha de Campo Maior que levou à expulsão dos franceses daquela praça. Integrado no exército luso-britânico, em 1811 participou nos cercos a Badajoz e nas batalhas de Albuera, Vitoria, Pamplona, Nivelle, Orthez e Toulouse. Serviu como assistente engenheiro no primeiro cerco de Badajoz, apesar de ser oficial de Infantaria.
Foi promovido a tenente em 27 de dezembro de 1809, a capitão em 15 de dezembro de 1814, a major em 9 de julho de 1827, a tenente coronel do Estado-Maior Imperial, por distinção, em 6 de agosto de 1832, a coronel do Regimento de Infantaria n.º 15, em Guimarães, em 25 de julho de 1833, a brigadeiro em 5 de setembro de 1837 e a marechal de campo em 29 de abril de 1851. Atingiu o topo da sua carreira militar com a promoção a tenente-general, por decreto de 21 de outubro de 1857, posto que passou a designar-se por general de divisão em resultado da reforma do Exército de 1864.
Logo em 1820, na sequência da Revolução Liberal do Porto, demonstrou ser um liberal convicto, pelo que na primeira tentativa de reimplantação do absolutismo, ocorrida em 1823, no posto de capitão foi preso no Castelo de São Jorge, tendo sido desligado do serviço e expulso do Exército. Foi reintegrado pouco depois, retornando ao seu regimento e prosseguindo a sua carreira militar com a promoção a major. Voltou a ser demitido quando D. Miguel foi proclamado rei absoluto em 1828 e em 1831 foi obrigado a exilar-se, primeiro para a Galiza e depois para Inglaterra.
De Plymouth passou para a França, onde em Belleville-sur-Mer se juntou às tropas fiéis a D. Pedro IV e em fevereiro de 1832 desembarcou na ilha Terceira ao comando de um Batalhão de Voluntários da Rainha que foi engrossar as hostes do Exército Liberal aquartelado naquela ilha. Na Terceira foi nomeado chefe do Estado-Maior da 2.ª Divisão das tropoas liberais ali aquarteladas e nessas funções participou na preparação da expedição destinada a tomar a cidade do Porto.
Tomou parte no Exército Libertador cujas tropas desembarcaram no Mindelo em 8 de julho de 1832. Pelo valor e abnegação com que se portou em muitos lances arriscado durante o cerco do Porto, e pela coragem que sempre mostrou no desempenho da sua melindrosa missão de assistente do ajudante general, sendo mais duma vez elogiado pela sua ilustração e bravura, o que lhe granjeou merecidos elogios dos superiores e lhe valeu a promoção a tenente-coronel por distinção.
Na Crónica Constitucional do Porto, de 12 de julho de 1833, é engrandecido o valor e abnegação com que se portou na acção do dia 5 anterior, estando ainda convalescente duma grave enfermidade. A Crónica Constitucional de Lisboa, no seu número 16, de 13 de agosto seguinte, também prestou homenagem ao valente oficial Celestino Soares, pelo denodo com que conduziu a carga a 6.ª Companhia do seu regimento na acção de 25 de Julho.
No ano de 1836 foi escolhido para as funções de Comandante Militar do Algarve e de comandante da recém-criada 8.ª Divisão Militar, que teve o seu primeiro quartel-general em Faro. Graduado em brigadeiro por decreto de 5 de setembro de 1837, assumiu a direcção da Fábrica da Pólvora de Barcarena, até maio de 1839, altura em que foi nomeado comandante da 6.ª Divisão Militar, com quartel-general em Castelo Branco.
Foi vogal e depois presidente do Supremo Conselho de Justiça Militar.
No campo político, foi eleito deputado em várias Legislaturas, mas teve uma actividade parlamentar muito discreta, provavelmente devido às muitas vicissitudes profissionais e políticas por que passou. Foi eleito para a legislatura de 1834-1836, pela Província do Algarve, em eleição suplementar realizada em 9 de novembro de 1835 para completar a representação nacional. Foi igualmente eleito para a Legislatura de 1837-1838, como deputado substituto pela divisão eleitoral de Beja, tomando o lugar de Joaquim Pedro Júdice Samora, eleito por outra divisão. Na primeira Legislatura fez parte da Comissão Parlamentar da Guerra.
Foi agraciado com o título de visconde de Leceia por decreto de 26 de julho de 1861, do rei D. Luís I, em vida, mas renovado uma vez.
Foi cavaleiro e comendador da Ordem de São Bento de Avis, cavaleiro e oficial da Ordem da Torre e Espada, condecorado com a Cruz da Guerra Peninsular, n.º 1 de cinco anos de campanha na Guerra Peninsular. O seu nome é recordado na toponímia de Leceia, freguesia de Barcarena, e na Escola Básica Visconde de Leceia, na mesma freguesia.
Casou em 1849 com Salomé Cândida de Seixas Celestino Soares, nascida em 1828, filha de Pedro Nolasco de Seixas e de sua mulher Maria Cândida Lopes. Desse casamento nasceram dois filhos e uma filha.